# Johnny Dell Isola
Johnny Dell Isola foi um jogador de futebol americano estadunidense que foi campeão da Temporada de 1934 da National Football League jogando pelo New York Giants.